# Carl Hurtzig
Wilhelm Daniel Carl Hurtzig (* 8. April 1861 in Horst bei Twistringen; † 20. April 1936 in Bremen - Huchting) war ein deutscher Arbeiter, Politiker (SPD) und Bürgermeister von Huchting.

## Biografie
Hurtzig war Arbeiter. Er wohnte seit 1894 in Huchting an der Kirchhuchtinger Landstraße und in der Ebereschenstraße (heute Kladdinger Straße). Er trat früh der SPD bei. Am 3. Oktober 1919 wurde er bei der ersten freien Wahl, ohne das in Bremen bis 1918 übliche 8-Klassenwahlrecht, zum Gemeindevorsteher der damals selbstständigen Bremer Landgemeinde Huchting gewählt und war bis 1933 als Bürgermeister und Standesbeamter tätig.  1924 initiierte er die Gründung des Bauvereins Huchting, der in genossenschaftlicher Weise und unter Selbsthilfe den Bau von Einzel- und Doppelhäusern bewirkte. Die Nationalsozialisten haben ihn am 23. März 1933 abgesetzt und verfolgt.
Hurtzig war verheiratet und er hatte zwölf Kinder.
Ehrungen
- In Bremen-Mittelshuchting wurde 1961 die Carl-Hurtzig-Straße nach ihm benannt.